# Okręg Gramsh
Okręg Gramsh (alb. rrethi i Gramshit) – jeden z trzydziestu sześciu okręgów administracyjnych w Albanii; leży w środkowej części kraju, w obwodzie Elbasan. Liczy ok. 25 tys. osób (2008) i zajmuje powierzchnię 695 km². Jego stolicą jest Gramsh.
W skład okręgu wchodzi dziesięć gmin: jedna miejska Gramsh oraz dziewięć wiejskich Kodovjat, Kukur, Kushovë, Pishaj, Poroçan, Shënepremte, Skënderbegas, Sult, Tunjë.